# Nikita Parris
Nikita Parris, född den 10 mars 1994 i Liverpool, är en engelsk fotbollsspelare (anfallare) som spelar för Arsenal. Hon är även en del av det engelska landslaget och har tidigare representerat Manchester City och Everton LFC.
Parris var en del av den engelska landslagstrupp som spelade VM i Frankrike år 2019 och hon blev målskytt i 2-1-segern mot Skottland i Englands första gruppspelsmatch. Inför turneringen hade hon gjort 12 mål på 34 landskamper.